# يوم في حياة مارلون بندو
يوم في حياة مارلون بند و(بالإنجليزية: A Day in the Life of Marlon Bundo) هو كتاب أطفال كتب من قبل جل تويس وخطط من قبل أ. ج. كيلر عن يوم خيالي في حياة مارلون بندو، الأرنب الأليف الحقيقي الذي يمتلكه نائب رئيس الولايات المتحدة مايك بنس. القصة تحكي عن العلاقة الحميمية المثلية الجنس بين مارلون بندو وأرنب آخر اسمه ويسلي.
هذا الكتاب وفكرته المتقبلة والداعمة للإل جي بي تي تم كتابته من قبل جل تويس (مع كون مارلون بندو مذكوراً ككاتب مساعد)، وهي كاتبة كويميديا للبرنامج التلفازي الأسبوع الماضي هذه الليلة مع جون أوليفر، رداً على معارضة مايك بنس المتجذرة للزواج المثلي الجنس ودعمه لعلاج التحويل المبني على علم مزيف. تم نشره في مارس، 18, 2018, يوماً واحداً قبل نشر يوم مارلون بندو في حياة نائب الرئيس، كتاب أطفال آخر يتضمن مارلون بندو تم إنشائه من قبل أعضاء عائلة بنس، والذي بالإمكان اعتبار يوم في حياة مارلون بندو محاكاةٍ تهكميةٍ طفيفةٍ له. النسخة الصوتية للكتاب تتضمن نجوم مثل: جم بارسونز، جيسي تايلر فيرغسون، جف غارلين، إلي كيمبر، جون ليثغاو، جاك مكبراير، وروبول.
في يوم النشر، أذاع جون أوليفر الكتاب في نهاية حلقة بشكل أساسي مصممة لتقصي بنس وآراءه في الإل جي بي تي؛ أصبح الكتاب الأعلى مبيعاً والكتاب الإلكتروني رقم واحد في أمازون في اليوم التالي، محصلاً ثناءاً بارزاً. لقد باع الكتاب بشكل أفضل بكثير مما كانت فرقة الأسبوع الماضي هذه الليلة قد توقعت. جميع الأرباح من الكتاب يتم التبرع بها لمشروع تريفور، والذي يهدف لمنع الانتحار ضمن الشباب المنتمي للإل جي بي تي كيو أو هؤلاء المتسائلين عن جنسهم، والإيدز يونايتد، منظمة تدعوا للإتحاد من أجل التوعية ضد الإيدز والقضاء عليه في الولايات المتحدة.